# Chynowie
Chynowie (kaszb. Chinowié lub też Chinowiô, niem. Chinow) – wieś kaszubska w Polsce położona w województwie pomorskim, w powiecie wejherowskim, w gminie Gniewino na wschodnich obrzeżach Puszczy Wierzchucińskiej. Wieś jest siedzibą sołectwa Chynowie w którego skład wchodzi również miejscowość Chynowiec.
W latach 1975–1998 miejscowość administracyjnie należała do województwa gdańskiego.

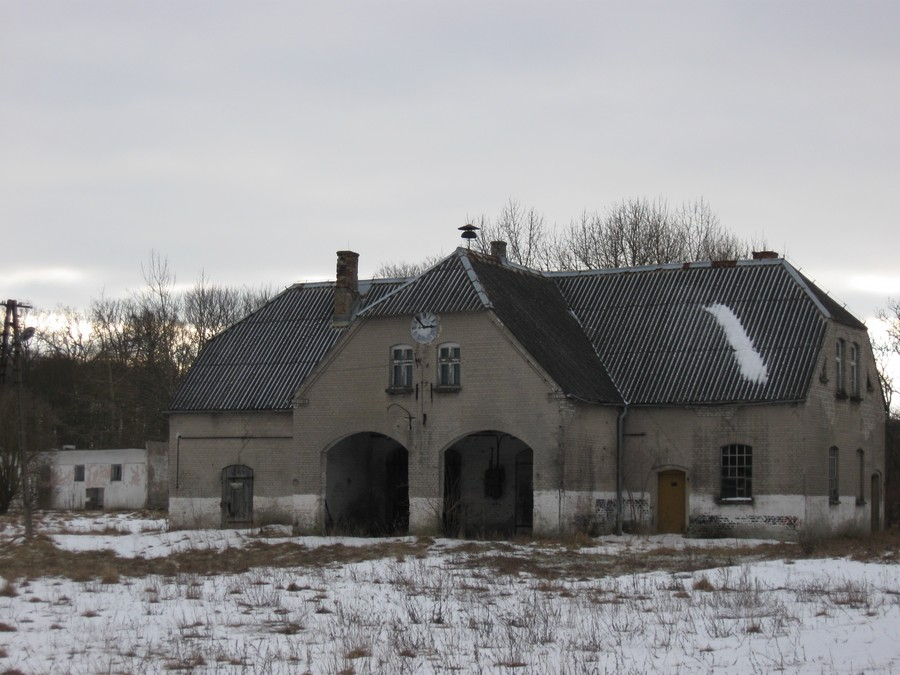
Kuźnia